# Фокс (тиран Халкіди)
Фокс (дав.-гр. Φόξος) — тиран давньогрецького міста Халкіди початку VI ст. до н. е.
Переслідував місцеву знать — гіппоботів і був вбитий змовниками-аристократами. Але загибеллю Фокса скористався халкідський демос, який встановив у місті демократію.